# Kanton Château-Salins
Château-Salins  is een voormalig kanton van het Franse departement Moselle. Het kanton maakte deel uit van het arrondissement Château-Salins.
Op 22 maart 2015 zijn de kantons van arrondissement Château-Salins samen met zeven gemeenten van het kanton Verny gefuseerd tot het kanton Saulnois, dat daardoor het gehele arrondissement omvat.

## Gemeenten
Het kanton omvatte de volgende gemeenten:
- Aboncourt-sur-Seille
- Achain
- Amelécourt
- Attilloncourt
- Bellange
- Bioncourt
- Burlioncourt
- Chambrey
- Château-Salins (hoofdplaats)
- Château-Voué
- Conthil
- Dalhain
- Fresnes-en-Saulnois
- Gerbécourt
- Grémecey
- Haboudange
- Hampont
- Haraucourt-sur-Seille
- Lubécourt
- Manhoué
- Morville-lès-Vic
- Obreck
- Pettoncourt
- Pévange
- Puttigny
- Riche
- Salonnes
- Sotzeling
- Vannecourt
- Vaxy
- Wuisse